# UAZ Patriot
Pour les articles homonymes, voir Patriot.
Le UAZ Patriot (УАЗ-3163) est un 4x4 produit depuis 2005 par le constructeur russe UAZ.

## Description
Lancé en août 2005, le UAZ Patriot remplace le UAZ Simbir, produit depuis 2000. Il est équipé d'un moteur essence 2.7 et depuis 2008 d'un diesel 2.3 fourni par IVECO.
La gamme se compose du SUV type-3163, mais aussi d'une fourgonnette type-23602-50 à empattement long (depuis février 2008) et d'un pick-up double cabine type-23632 depuis août 2008.

## Utilisateurs étatiques
- Russie

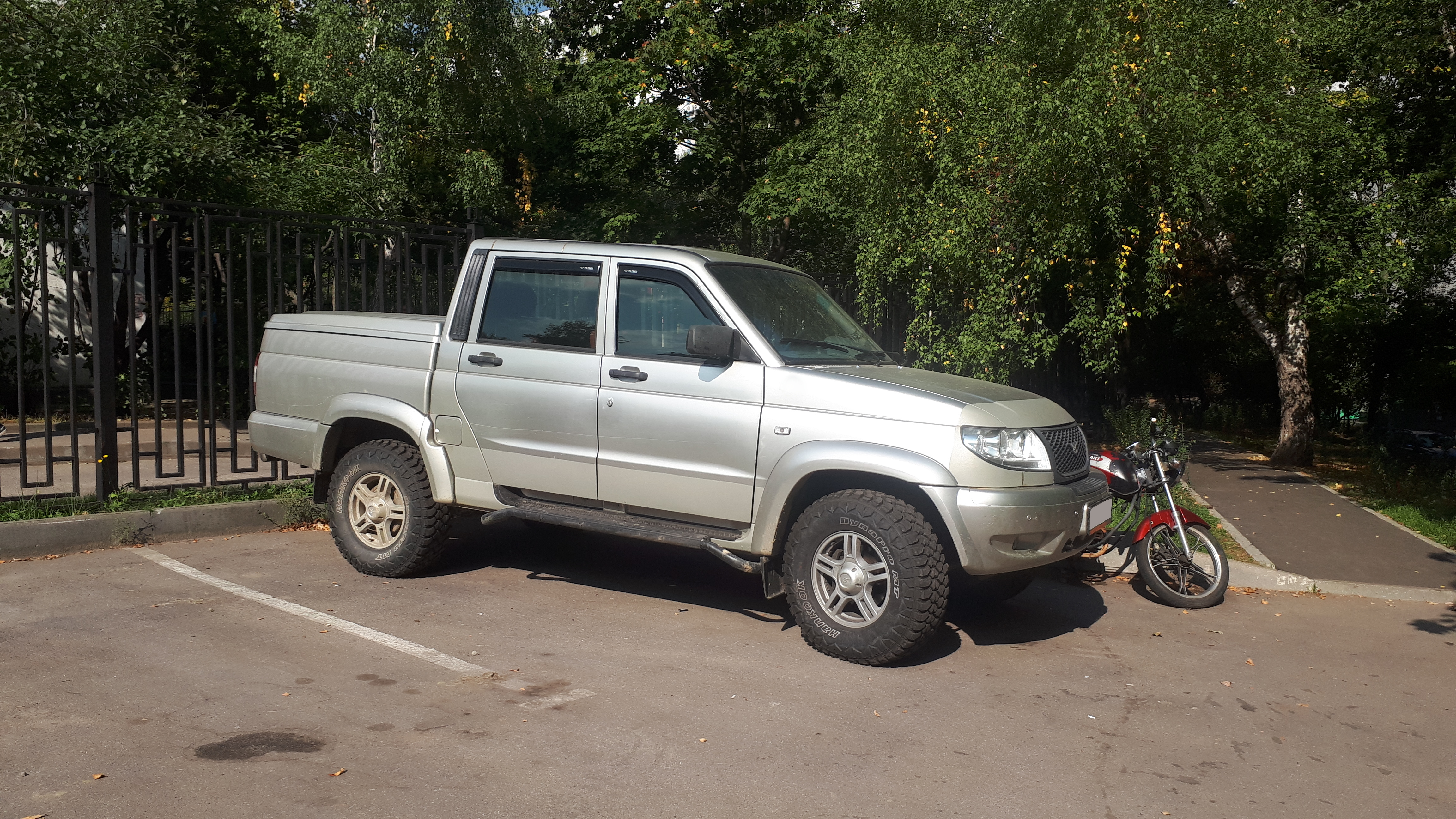
UAZ-23632

- Police russe (dont 28 véhicules blindés)[1]
- Garde-frontières russes[1]
- Armée de terre russe[2]
- Forces spéciales russes[3]

- Ukraine
- Police ukrainienne[4]
- Garde-frontières ukrainiens[4]
- Serbie
- Armée de terre serbe (56 véhicules) [5]